# Krzysztof Kukułka
Krzysztof Kukułka OFMConv (ur. 20 stycznia 1959 w Jaworzynie Śląskiej) – polski duchowny rzymskokatolicki, franciszkanin konwentualny, superior Misji „sui iuris” Uzbekistanu w latach 1997–2005.

## Życiorys
Urodził się 20 stycznia 1959 w Jaworzynie Śląskiej na Dolnym Śląsku, gdzie ukończył szkołę podstawową. Po uzyskaniu świadectwa maturalnego zdecydował się na wstąpienie do zakonu franciszkanów. W 1983 roku złożył wieczystą profesję, a dwa lata później 1 czerwca 1985 otrzymał święcenia kapłańskie. Po nich pracował jako duszpasterz w parafiach należących do franciszkanów. W 1991 został skierowany na Misje do Uzbekistanu.
29 września 1997 został ustanowiony przez papieża Jana Pawła II przełożonym nowo powstałej Misji „sui iuris”, obejmującej swoim zasięgiem terytorium całego Uzbekistanu. Z dniem 1 kwietnia 2005 po podniesieniu Misji do rangi Administratury apostolskiej, został odwołany z dalszego jej kierowania. Na jego następcą papież mianował  o. Jerzego Maculewicza OFMConv.